# Edmondo Sanjust di Teulada
Edmondo Sanjust di Teulada (Cagliari, 21 febbraio 1858 – Roma, 5 settembre 1936) è stato un ingegnere e politico italiano. Fu senatore del Regno d'Italia nella XXVI legislatura.

## Biografia
Era un esponente dell'aristocratica famiglia sarda di antica origine catalana Sanjust di Teulada con titoli di Marchese di Neoneli, Marchese di San Sperate, Conte di Tuili, Barone di Teulada, Signore di Furtei e Villagreca, di Pauli e di Pirri. Già consigliere comunale di Cagliari, nel 1904 fu nominato membro a vita e presidente della delegazione italiana presso la Commissione Internazionale Permanente dei Congressi di Navigazione di Bruxelles. Nel 1906 fu nominato membro del comitato esecutivo dell'esposizione internazionale di Milano e nel 1908 fu tra i delegati italiani al congresso internazionale di navigazione di San Pietroburgo.
Nel 1909, con il suo piano regolatore per Roma, per primo regolamentò l'espansione della città fuori dalle mura aureliane, prevedendo una strada di circonvallazione larga 60 metri e lunga circa 25 km che oggi corrisponde pressappoco al tracciato della Tangenziale Est, di Viale del Foro Italico (anche nota ai romani come L'Olimpica) e della Circonvallazione Gianicolense.
Fra il 23 giugno 1919 ed il 14 marzo 1920 fu sottosegretario di stato al Ministero dei Trasporti Marittimi e Ferroviari; dal 18 settembre 1924 fu presidente generale del Consiglio Superiore dei Lavori Pubblici.